# John Grogan
John Grogan (ur. 20 marca 1957) – amerykański dziennikarz i pisarz. Autor książek Marley i ja o jego psie oraz Najdłuższa podróż do domu. Pracował między innymi dla takich gazet jak South Florida Sun-Sentinel czy The Philadelphia Inquirer. Na podstawie książki o psie Marleyu powstał film z Jennifer Aniston i Owenem Wilsonem w reżyserii Davida Frankla Marley i ja (2008).